# 白神孝始
白神 孝始（しらがみ こうじ、1959年4月16日 - ）は日本映画のアニメーション担当の撮影監督。

## 経歴
専門学校卒業と同時にトップクラフトに入社。『魔法の妖精ペルシャ』制作終了後、同社が解散したことに伴い、高橋プロダクションに移籍。1990年代前半に引退。

## 代表作

### テレビ
| 期間           | 期間           | 番組名                | 制作（放送局）                        | 役職 |
| -------------- | -------------- | --------------------- | ------------------------------------- | ---- |
| 1984年10月4日  | 1985年3月28日  | コアラボーイ コッキィ | 博報堂 OSADA Co. トップクラフト       | 撮影 |
| 1984年11月6日  | 1985年5月20日  | 名探偵ホームズ        | テレビ朝日 東京ムービー新社 RAI REVER | 撮影 |
| 1988年2月13日  | 1989年12月30日 | おそ松くん            | フジテレビ 読売広告社 スタジオぴえろ  | 撮影 |
| 1988年10月12日 | 1992年3月26日  | ハーイあっこです      | ABC エイケン                          | 撮影 |

### 映画
| 公開年 | 公開年  | 作品名                                  | 制作（配給）                                                                | 役職     |
| ------ | ------- | --------------------------------------- | --------------------------------------------------------------------------- | -------- |
| 1983年 | 3月19日 | 宇宙戦艦ヤマト 完結編                   | ウェスト・ケープ・コーポレーション 東映動画 （東映）                        | 撮影     |
| 1984年 | 3月11日 | 風の谷のナウシカ                        | 徳間書店 博報堂 トップクラフト （東映）                                     | 撮影     |
| 1984年 | 7月21日 | 超時空要塞マクロス 愛・おぼえていますか | 小学館 毎日放送 ビックウエスト 竜の子プロダクション アニメフレンド （東宝） | 撮影     |
| 1986年 | 8月2日  | 天空の城ラピュタ                        | 徳間書店 スタジオジブリ （東映）                                            | 撮影監督 |
| 1987年 | 3月14日 | 王立宇宙軍 オネアミスの翼               | バンダイ GAINAX （東宝東和）                                                | 撮影     |